# داریوش یزدانی
داریوش یزدانی (زادهٔ ۱۲ خرداد ۱۳۵۶ در شیراز) بازیکن سابق و مربی فوتبال اهل ایران است.او بازیکن فوتبال و عضو سابق تیم ملی فوتبال ایران است. وی سابقه بازی در تیم‌هایی چون باشگاه فوتبال استقلال ایران، باشگاه فوتبال بایر لورکوزن، باشگاه فوتبال رویال شارلوا، باشگاه فوتبال لس آنجلس بلوز، باشگاه فوتبال امارات را در کارنامه فوتبالی داراست.
وی در رشته لیسانس مدیریت دولتی تحصیل کرده و در حال حاضر ساکن ایالات متحده آمریکا، شهر آستین، تگزاس است. او فرزند بزرگ خانواده و دارای دو برادر و دو خواهر است. و به تازگی به مربیگری تیم‌های پایه آکادمی بارسلونا درآمده است.
او سابقهٔ سرمربی‌گری در تیم پایه‌های بارسلوناو تیم اصلی باشگاه فوتبال لس‌آنجلس بلوز را در کارنامه خود دارد و از علاقه خود برای سرمربیگری در استقلال ایران سخن گفته است.
داریوش یزدانی با حضور در ترکیب ثابت استقلال توانست خودش را به فوتبال ایران معرفی نماید. سپس به بلژیک رفت و در باشگاه رویال شارلوا با محمدرضا مهدوی هم‌باشگاه شد. در بلژیک سه سال بازی کرد. سپس به تیم داماش گیلان رفت ولی پس از گذراندن یک فصل ناموفق، به سایپا رفته و با تیم علی دایی، در آن فصل قهرمان لیگ برتر ایران شد.
بعد از سایپا، با یک قرارداد یک ساله به پیکان پیوست. سال بعد به زادگاهش بازگشت و وارد تیم برق شیراز شد و بعد از گذراندن یک نیم فصل نه چندان موفق، به باشگاه الامارات پیوست. او پس از یک فصل، دوباره به باشگاه سایپای کرج بازگشت. وی یکی از تکنیکی‌ترین هافبک‌های شناخته شده فوتبال شیراز و جز بازیکنان دوران طلائی تیم برق شیراز بود.